# Mycoplasma
Mycoplasma je druhově velmi početný rod bakterií představující nejmenší a nejjednodušší prokaryotické buňky vůbec. Vyznačují se tím, že jim chybí buněčná stěna a jejich tvar tak udržuje pouze třívrstevná cytoplasmatická membrána. Řada druhů mykoplasmat jsou běžnými komenzály sliznic dýchacího, urogenitálního či trávicího traktu zvířat a lidí. Pouze některé druhy jsou významnými patogeny zvířat a lidí. Mezi nejznámější zástupce patří Mycoplasma pneumoniae (původce pneumonie u lidí) a Mycoplasma mycoides subsp. mycoides SC (původce plicní nákazy skotu).

## Historie
První zmínky o mykoplasmatech sahají do 30. let 20. století, kdy byly u případů pneumonií lidí označeny za původce do té doby neznáme viry. Následně byly tyto mikroorganismy způsobující atypické pneumonie pojmenovány jako PPLO (Pleuro-Pneumonia-Like-Organisms). Teprve později se zjistilo, že se jedná o malé, primitivní bakterie. V roce 1963 došlo k první úspěšné izolaci in vitro a organismy byly zařazeny mezi mykoplasmata.

## Nejvýznamnější patogenní druhy

### U lidí
- M. pneumoniae - původce primární atypické pneumonie
- M. genitalium
- M. hominis
- M. fermentans
- M. orale
- M. amphoriforme

### U zvířat
- Skot
  - M. mycoides subsp. mycoides SC - původce plicní nákazy skotu
  - M. bovis
  - M. bovigenitalium
  - M. californicum
  - M. dispar
- Ovce a kozy
  - M. mycoides subsp. capri
  - M. capricolum subsp. capricolum
  - M. capricolum subsp. capripneumoniae - původce kontagiózní pleuropnemonie koz
  - M. agalactiae - původce nakažlivé agalakcie ovcí a koz
- Prasata
  - M. hyopneumoniae - původce enzootické pneumonie prasat
  - M. hyorhinis
  - M. hyosynoviae
- Ptáci - viz též mykoplasmové infekce ptáků
  - M. gallisepticum - původce infekční sinusitidy krůt
  - M. synoviae
  - M. meleagridis
  - M. imitans
- Psi
  - M. cynos
  - M. canis
  - M. spumans
- Kočky
  - M. felis
- Koně
  - M. equirhinis
  - M. equigenitalium
  - M. felis